# Pohulanka (Mazovie)
Pour les articles homonymes, voir Pohulanka.
Pohulanka (prononciation : [pɔxuˈlaŋka]) est un village polonais de la gmina de Białobrzegi dans le powiat de Białobrzegi de la voïvodie de Mazovie dans le centre-est de la Pologne.
Il se situe à environ 7 kilomètres à l'est de Białobrzegi (siège de la gmina et de la powiat) et à 63 kilomètres au sud de Varsovie (capitale de la Pologne).

## Histoire
De 1975 à 1998, le village appartenait administrativement à la voïvodie de Radom.